# Cubilia rufipennis
Cubilia rufipennis är en skalbaggsart som beskrevs av Stefan von Breuning 1955. Cubilia rufipennis ingår i släktet Cubilia och familjen långhorningar.
Artens utbredningsområde är Rwanda. Inga underarter finns listade i Catalogue of Life.